# Pierre Mignard
Pierre Mignard (født 7. november 1612 i Troyes, død 30. juli 1695 i Paris) var en fransk maler og raderer, bror til Nicolas Mignard.
Hans lærere var Jean Boucher i Bourges, billedhuggerne François Gentil i Troyes og Simon Vouet i Paris. Han studerede længe i Rom (fik derfor tilnavnet le Romain), kopierede her Carracci'ernes fresker i Palazzo Farnese og uddannede sig som historie- og kirkelig maler med Annibale Carracci som forbillede. Allerede i Rom vakte han opmærksomhed ved mange dygtige portrætter (paverne Urban VIII, Alexander VII etc).
I 1657 kaldtes han af Ludvig XIV til Paris og malede hans portræt. Trods den modstand, han havde at kæmpe med fra Lebruns side, blev han snart her en fejret maler; han knyttedes til de tonegivende digteres kreds, portrætterede mange af datidens fremragende ånder: Bossuet, Mazarin og så videre, Molière skrev digtet La gloire du Val-de-Grâce til forherligelse af hans mægtige freske "Paradiset" (med over 200 mægtige skikkelser, profeter, martyrer; nu i ret medtaget stand) til kirken Val-de-Grâces kuppel.
Da først Lebrun var død, stod vejen ham åben til alle de højere æresbevisninger: han blev medlem, senere kansler og direktør for kunstakademiet, direktør for de kongelige kunstsamlinger med mere. For Versailles arbejdede han en del, han malede en mængde yndefulde madonnaer — adskillige fra Rom-tiden. — (de såkaldte "Mignardes", ret ensartede, til madonnatypen har han brugt sin hustrus træk) og adskillige andre religiøse eller mytologiske arbejder af stærkt eklektisk karakter.
Det er portrætterne, der sikrer ham hans betydelige kunstnernavn; de er ofte åndfulde i karakteristikken, dygtige i formen og af en varm og kraftig kolorit, fra hvis mørkstemte toner gerne ansigtets lød og kvindernes hals og skuldre skiller sig lysende ud. Ludvig XIV malede han en halv snes gange.
Andre kendte arbejder blandt den store mængde er for eksempel kardinal de Retz, Turenne, Louise de la Vallière, Madame de Maintenon, Maria Mancini (Berlins Museum) og Madame de Sévigné (Uffizi i Firenze). I Louvre i Paris findes mange arbejder af ham: "Madonna med drueklasen", selvportræt og en halv snes andre. Han er godt repræsenteret i franske provinsmuseer, men også i de fleste større samlinger udenlands.